# 藍白
藍白（あいじろ）は色名。日本の伝統色。
藍染めを行う時に最初の過程で得られる極めて薄い藍色で、わずかに青い白（ほとんど白に近い）である。別名「白殺し」。